# Parafia Bożego Ciała w Nieświeżu
Parafia Bożego Ciała w Nieświeżu – rzymskokatolicka parafia znajdująca się w archidiecezji mińsko-mohylewskiej, w dekanacie nieświeskim, na Białorusi.

## Historia
Parafia powstała w 1471. Od XVI w. do kasaty zakonu w 1773 prowadzona przez jezuitów. W wyniku represji popowstaniowych zamknięto klasztory bernardynów (w 1864) i dominikanów (w 1873).
W dwudziestoleciu międzywojennym parafia leżała w diecezji pińskiej, dekanacie Nieśwież. W 1934 liczyła 3176 wiernych.
Po II wojnie światowej w parafii pozostał ks. Grzegorz Kołosowski, który trafił do Nieświeża w 1939 jako neoprezbiter i pracował w parafii do śmierci 6 grudnia 1991. Odremontował kościół zniszczony w wyniku działań wojennych. Parafia pozostała czynna przez okres komunizmu, jednak kapłan i wierni byli prześladowani.